# Jaime Gómez (football)
Jaime David Gómez Munguía (né le 29 décembre 1929 à Manzanillo au Mexique et mort le 3 mai 2008 à Guadalajara) est un joueur de football international mexicain, qui évoluait au poste de gardien de but.

## Biographie

### Carrière en sélection
Avec l'équipe du Mexique, il joue 9 matchs (pour aucun but inscrit) entre 1956 et 1962. 
Il figure dans le groupe des sélectionnés lors des coupes du monde de 1958 et de 1962 (sans jouer de matchs lors de ces compétitions).

## Palmarès
Chivas
| - Championnat du Mexique (6) : - Champion : 1956-57, 1958-59, 1959-60, 1960-61, 1961-62 et 1963-64. - Coupe du Mexique (1) : - Vainqueur : 1962-63. |  | - Supercoupe du Mexique (5) : - Vainqueur : 1957, 1959, 1960, 1961 et 1964. - Coupe des champions (1) : - Vainqueur : 1962. - Finaliste : 1963. |